# 胡修道
胡修道（1931年12月—2002年3月13日），四川金堂县金龙镇净因村人，
中国人民志愿军一级英雄。

## 生平
1951年6月，参加中国人民志愿军，赴朝作战，任第十二军三十一师九十一团五连战士。1953年1月加入中国新民主主义青年团，12月加入中国共产党。在朝鲜战争中先后参加了第五次战役、秋季战术性反击、上甘岭战役和朝鲜东海岸反登陆防御作战。

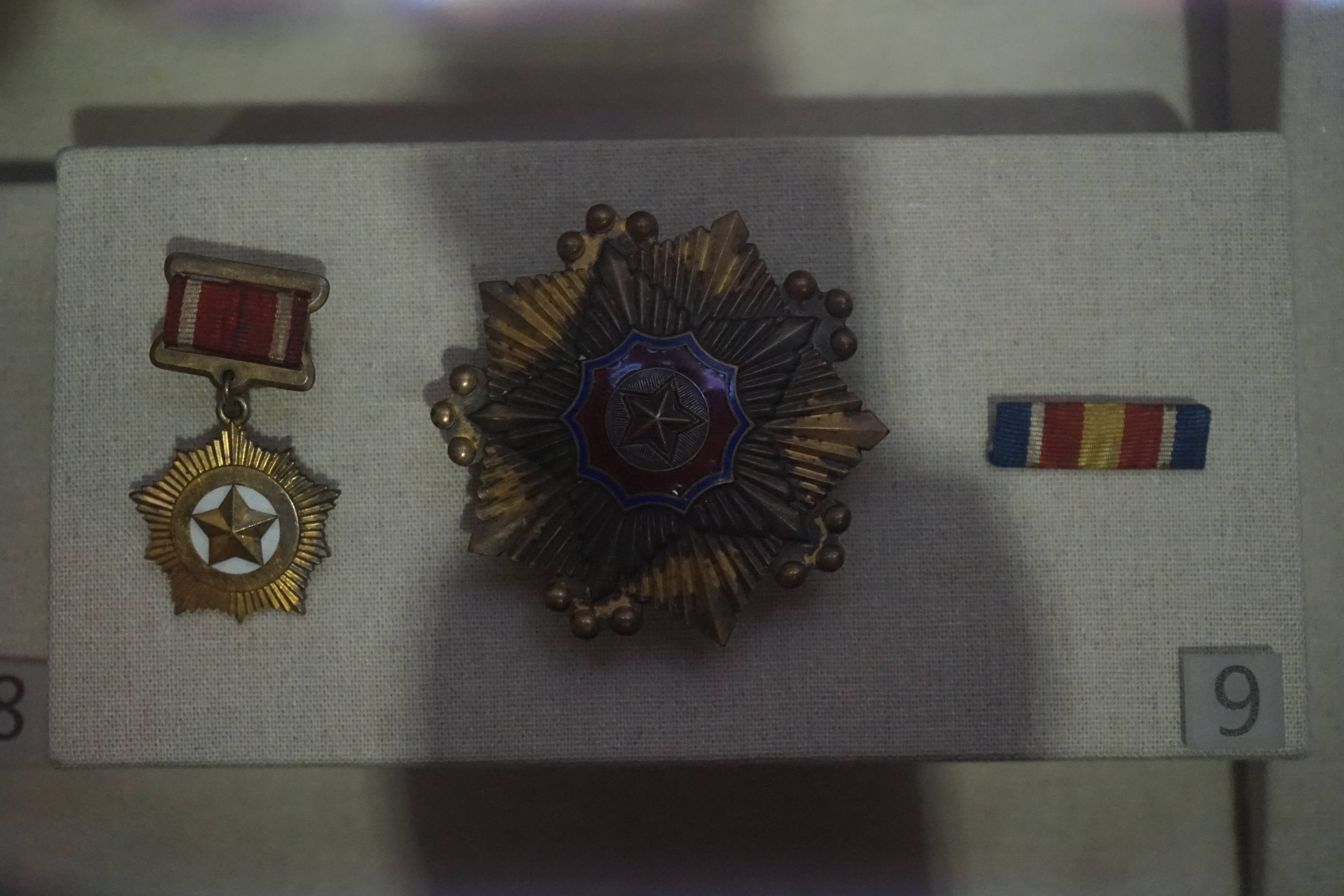
朝鲜最高人民会议常任委员会授予胡修道的一级国旗勋章、金星奖章。现藏军事博物馆。

1952年11月5日，在上甘岭战役中，他和班长李锋及另一名新战士滕土生坚守597.9高地三号阵地，激战一天，打退敌人进攻41次，他一人歼敌280余人。1953年1月15日，中国人民志愿军领导机关为他记特等功，授予“一级英雄”称号。同年6月25日，出席朝鲜民主主义人民共和国战斗英雄代表会议，朝鲜民主主义人民共和国最高人民会议常任委员会授予其“朝鲜民主主义人民共和国英雄”称号和金星奖章、一级国旗勋章。
胡修道是第三届全国人民代表大会代表，中国共产党第九、第十次全国代表大会代表。历任班长、排长、副营长、团副参谋长、副团长、副师长、副参谋长，1955年被授予少尉军衔。1988年3月（解放军恢复授衔前）离休后定居徐州，离休前任中国人民解放军第十二集团军副参谋长。2002年3月13日病逝于南京军区总医院。
杨朔的报告文学《金星英雄》即是关于胡修道的事迹。